# Стибиконит
Стибикони́т (англ. Stibiconite), ранее также стибиани́т, стибли́т:528 или сурьмяная охра:330 (частично устар.) — содержащий сурьму вторичный минерал класса окислов, надгруппы пирохлора группы стибиконита с расчётной формулой переменного состава (Sb3+, Ca)2−xSb25+(O,OH)6-7 · n H2O.

## Название
Термин стибиконит представляет собой сложное слово от латинского Stibium — сурьма и греческого χονίς (конис) — пыль, порошок, так как обычно встречается в землистых выделениях. Синонимы, часть из которых считается устаревшими: сурьмяная охра, стибиконис, куменгит, фольгерит, стибианит, стибилит, стибиолит,:431 стиблит. Чаще других был известен под названием стиблит (англ. Stiblite, нем. Spiessglanzocker, фр. Stibiconise):372

## Характерные выделения
Плотные или порошковатые массы, корки, примазки, землистые налёты, гроздевидные и скорлуповидные выделения; обычны псевдоморфозы по антимониту. Встречается также и в почковидных формах. В тонких шлифах в проходящем свете бесцветный. Оптически изотропный (очевидно колломорфная разность). В закрытой трубке выделяет воду, но не плавится. Перед паяльной трубкой на угле растрескивается, плавится с трудом в серый шлак, образуя белый налёт.:451

## Структура и морфология кристаллов

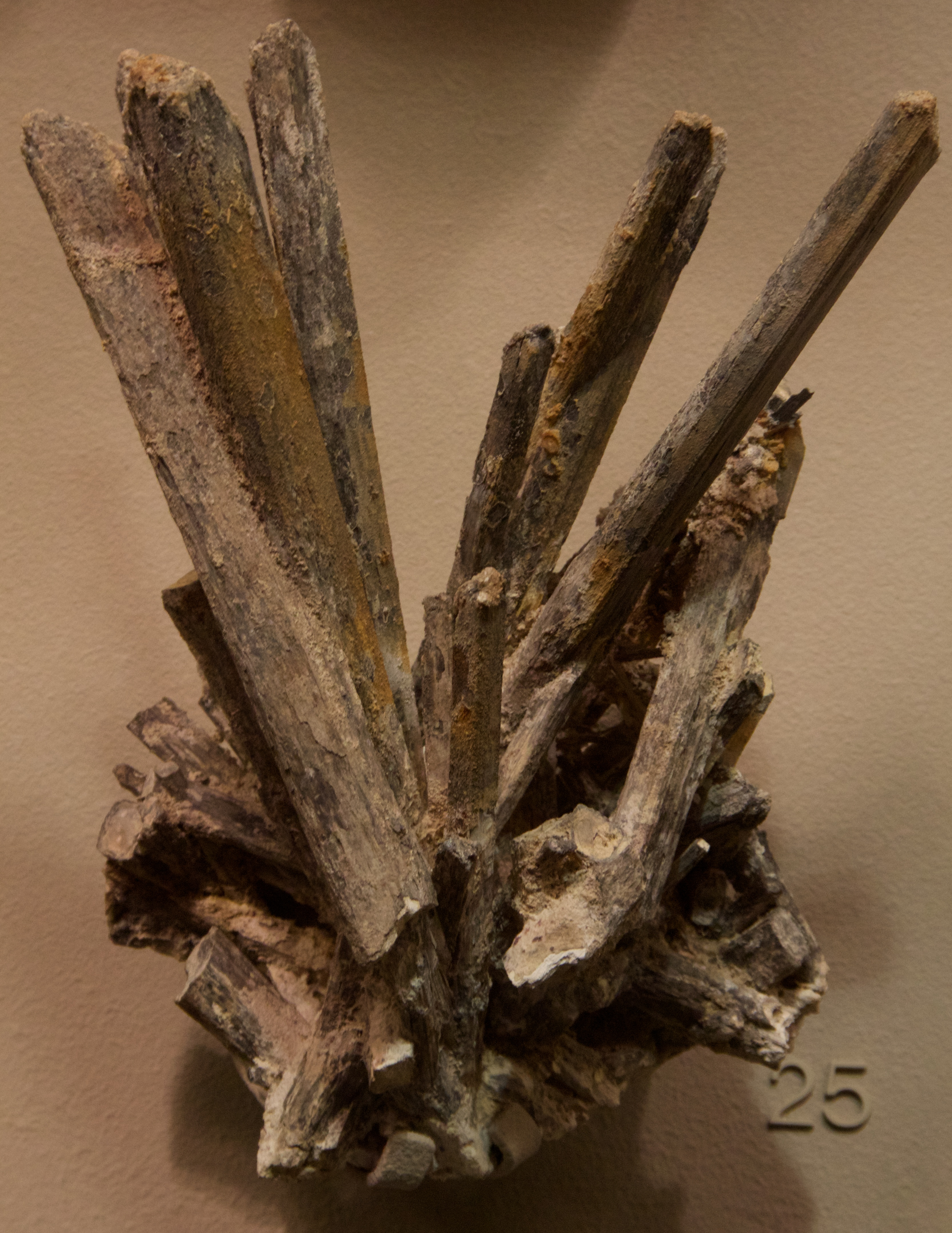
Стибиконит (Мексика)

Кубическая сингония, гранецентрированная решётка. Пространственная группа — Fd3m; параметр ячейки a0 = 10,264—10,275 Å, 10,27 Å у арсеностибита; Z = 8. Изоструктурен с пирохлором.

### Физические свойства
Свойства непостоянны, меняются главным образом в зависимости от содержания кальция и воды. Излом неровный, землистый. Твердость 4—5 до 6 в плотных разностях, 3—4 у землистых агрегатов. Удельный вес 5,1—5,3. Цвет белый, бледно-желтый, серый, кремово-белый, оранжевый. Черта светло-желтая до белой. Блеск стеклянный до жирного, у землистых разностей матовый. Непрозрачны до просвечивающих.

### Микроскопическая характеристика
В шлифах в проходящем свете часто мутные, окраска бесцветная до жёлтого, иногда желтовато-бурый.
Изотропен или слабо двупреломляет. Коэффициент преломления 1,71—1,77. Показатели преломления изотропных и двупреломляющих участков стибиконита близки. Под микроскопом наблюдаются структуры замещения антимонита стибиконитом и гидроромеитом. В полированных шлифах в отраженном свете серый. Внутренние рефлексы желтовато-белые.

### Химический состав
Теоретический состав при формуле Sb+3Sb5+2O6OH: Sb — 76,37; O — 21,75; H2O — 1,88 %. Состав природного стибиконита непостоянен; обычно минерал содержит Ca, который замещает Sb3+; наблюдается постепенный переход от стибиконита (от 0 до 5 % CaO) через кальциевые разности (до 10 % СаО) к гидророметиту (свыше 10 % СаО). Наличие групп OH не является твердо установленным. Кроме окислов Sb, Ca и H2O в стибиконите установлены небольшие количества Fe2O3, MgO, реже K2O, Na2O, ZnO, As2O3, Al2O3. По данным спектральных анализов отмечаются Ag, Ba, Sr, Pb, Ti, Cr, Ni.
В кислотах нерастворим. Перед паяльной трубкой на угле в смеси с содой дает белый налёт, при обработке восстановительным пламенем — металлическую сурьму.

## Нахождение
Стибиконит — характерный минерал зоны выветривания (окисления) некоторых сурьмяных и сурьмяно-ртутных месторождений; обычно образуют тонкие смеси с другими гипергенными сурьмяными минералами. Развивается преимущественно по антимониту, изредка по сложным сульфидам. Многократно был установлен как продукт окисления блейниерита (биндгеймита) и джемсонита.:372 Ассоциируется с кварцем, иногда с карбонатами, флюоритом, гидросервантитом, кермезитом, валентинитом.
В числе других сурьмяных охр (валентинит, биндгеймит) стибиконит образуется также по буланжериту. Нередко веерообразные выделения буланжерита бывают целиком превращены в светложёлтые вторичные сурьмяные минералы. Чаще же последние встречаются в виде плотных или землистых скоплений различного оттенка желтого цвета.:48
Нередко стибиконит принимают за гидроромеит и гидросервантит. Стибиконит и гидроромерит иногда встречаются в одних и тех же месторождениях, но не всегда в непосредственной ассоциации.
Стибиконит встречен в сурьмяно-ртутном месторождении Джижикрут (Таджикистан), иногда встречаются псевдоморфозы стибиконита по игольчатым кристаллам антимонита; стибиконит ассоциируется с карбонатами, гипсом, халцедоном. В сурьмяных месторождениях Кадамжай и Терек-Сай (Кыргызстан), образуя мельчайшие бугорки на псевдоморфозах гидросервантита. Стибиконит отмечается в некоторых месторождениях Магианской группы (Таджикистан). В Китае и Мексике стибиконит встречается в очень большом количестве. В Эль Антимонио (Сонора, Мексика) иногда образует крупные скопления в кварцевых жилах без реликтов антимонита; изредка наблюдается в срастании с бистрёмитом. В Алжире в месторождении Айн Керма отмечен стибиконит в ассоциации с валентинитом. Встречается в псевдоморфозах по антимониту, частью совместно с сервантитом, встречен в Западной Австралии в Вилуне, а также в Словакии (Ново-Баня); в Новой Зеландии (Бей-оф-Пленти и Марлборо) стибиконит представлен желтовато-коричневыми корками на антимоните.

## Искусственное получение
Соединение состава (Sb3+, Ca)2−xSb25+(O,OH)6-7 · n H2O) синтезировано путем непродолжительного нагревания сурьмяной кислоты при 800°С.

## Практическое значение
Стибиконит — составная часть сурьмяных руд.

## Разновидности
Арсеностибит — стибиконит, в котором одна треть Sb замещена As; иногда является кальцийсодержащим. Назван по составу. Встречается в виде скорлуповатых скоплений или пористых корок. Удельный вес 3,7; характерна окраска от светло- до ярко-жёлтой.
Арсеностибит установлен в зоне окисления литиевых пегматитов Варутреска (Швеция), где развивался по трещинам спайности аллемонтита до образования почти полных псевдоморфоз.